# Aghjkanvag
Aghjkanvag är ett berg i Armenien.   Det ligger i provinsen Vajots Dzor, i den centrala delen av landet, 70 kilometer sydost om huvudstaden Jerevan. Toppen på Aghjkanvag är 2 064 meter över havet.
Terrängen runt Aghjkanvag är kuperad åt nordväst, men åt sydost är den bergig. Närmaste större samhälle är Yeghegnadzor, 17,7 kilometer sydost om Aghjkanvag. 
Trakten runt Aghjkanvag består i huvudsak av gräsmarker. Runt Aghjkanvag är det ganska glesbefolkat, med 28 invånare per kvadratkilometer.